# Total festum
El Total Festum és una manifestació multipolar liderada cada any per la Regió Occitània Pirineu Mediterrani. Reuneix un conjunt d'esdeveniments organitzats a cada departament per comunitats, associacions o organitzacions i amb el suport de la Regió.
Creat l'any 2006 a Montpeller al voltant de la cultura occitana, el festival es va estendre des del any 2007 a tots els departaments de la Regió (primer Llenguadoc-Rosselló, després Occitània Pirineu Mediterrani a partir del 2016) i, per tant, a la cultura catalana.
Té lloc a finals de primavera, en el període del solstici d'estiu, i també de vegades celebra un esdeveniment important de les cultures occitana i catalana : els fogueres de Sant Joan.

## Organització
Les estructures (associacions, comunitats, organitzacions) que vulguin participar responen a una convocatòria de projectes de la Regió Occitània Pirineu Mediterrani. Després, els projectes guanyadors reben un suport econòmic de la Regió que llavors es converteix en soci de l'esdeveniment organitzat.
Durant diverses setmanes, els esdeveniments se succeeixen arreu del territori occità i català de la Regió fins a la Gran Final que aplega públic i voluntaris durant l'últim cap de setmana, normalment al juliol. S'organitza una votació per escollir el projecte que es portarà a terme per a l'ocasió i que recaptarà una subvenció addicional de 20 000 € de la Regió per això. Generalment aquest projecte posa en valor les dues cultures catalana i occitana, durant un cap de setmana de gran fervor i compartició.

## Edicions anteriors
El 2006, la primera edició té lloc a Montpeller a la Plaça de la Comèdia. Llavors, les tres edicions següents tenen lloc als 5 departaments de la Regió Llenguadoc-Rosselló.

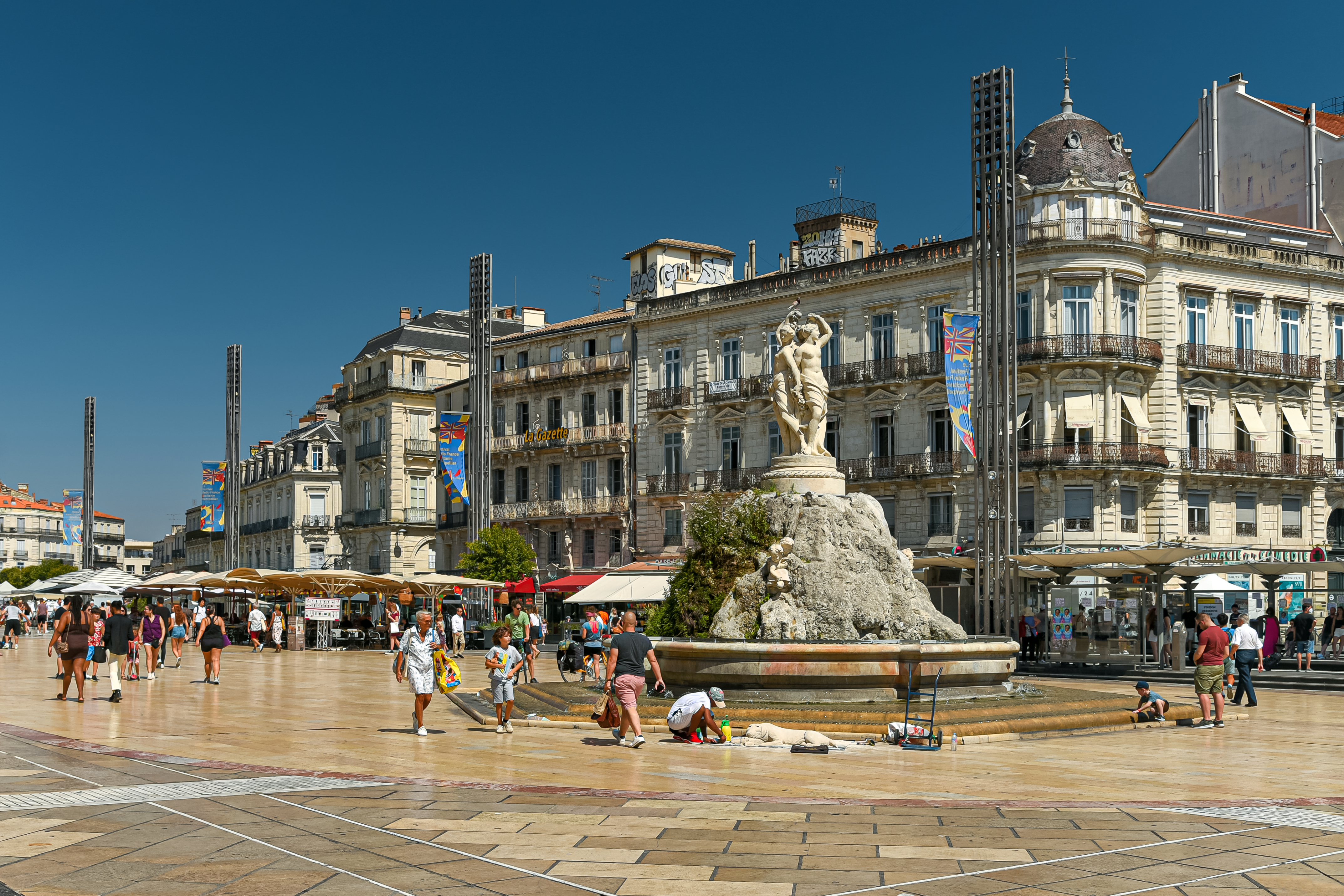
Plaça de la Comèdia, a Montpeller

Aleshores, després de la fusió de les dues regions Migdia-Pirineus i Llenguadoc-Rosselló, té lloc als 13 departaments de la nova Regió Occitània Pirineu Mediterrani.
El 2021, La Web tv occitana ÒCTele va elaborar un reportatge sobre la 17a edició de 2022 del Total Festum amb l'entrevista del conseller regional encarregat de les llengües i cultures occitanes i catalanes de la Regió Occitània Pirineu Mediterrani, Benjamin Assié.
Cada any esdeveniments que celebren les cultures occitana i catalana tenen lloc a tots els departaments de la Regió. Hi podreu veure concerts, tardes de contes, espectacles dramàtics, trobades culturals o literàries, Sardanes, Correfocs, desfilades de Totèms, Castells o balls tradicionals (anomenats "balètis" a la Provença i al Llenguadoc).
Al territori català especialment, la regeneració de la Flama del Canigó és un esdeveniment molt important de la cultura catalana que té lloc cada any a diverses ciutats durant el Total Festum.
Aquí teniu alguns exemples d'artistes i esdeveniments notables.

### Regió Llenguadoc-Rosselló
- 2006 : un reportatge sobre la primera edició va ser elaborat per Chambra d'Òc Edicions[10][11]
- 2008 : el grup Lou Dalfin originari de les Valls Occitanes va jugar a Niça (Erau) amb el grup de ska i rock occità Goulamas'k.[12]
- 2009 : el cantant nord-català Jordi Barre va jugar a Forques i el cantant occità Eric Fraj va jugar a Corbièras (Aude).[13]
- 2010 : el grup llengadocià Du Bartàs va jugar a Taurisa abans el foc de Sant Joan.[14]
- 2012 : el grup provençal Moussu T e lei Jovents va jugar a Sant Miquèl després del foc de Sant Joan.[15]
- 2013 : el grup de polifonia llengadociana La Mal Coiffée va jugar a Pepius.[16]
- 2015 : els gascons del grup Nadau i els provençals del grup Massilia Sound System van jugar a Narbona[17] per la desena edició del festival.

### Regió Occitània Pirineu Mediterrani

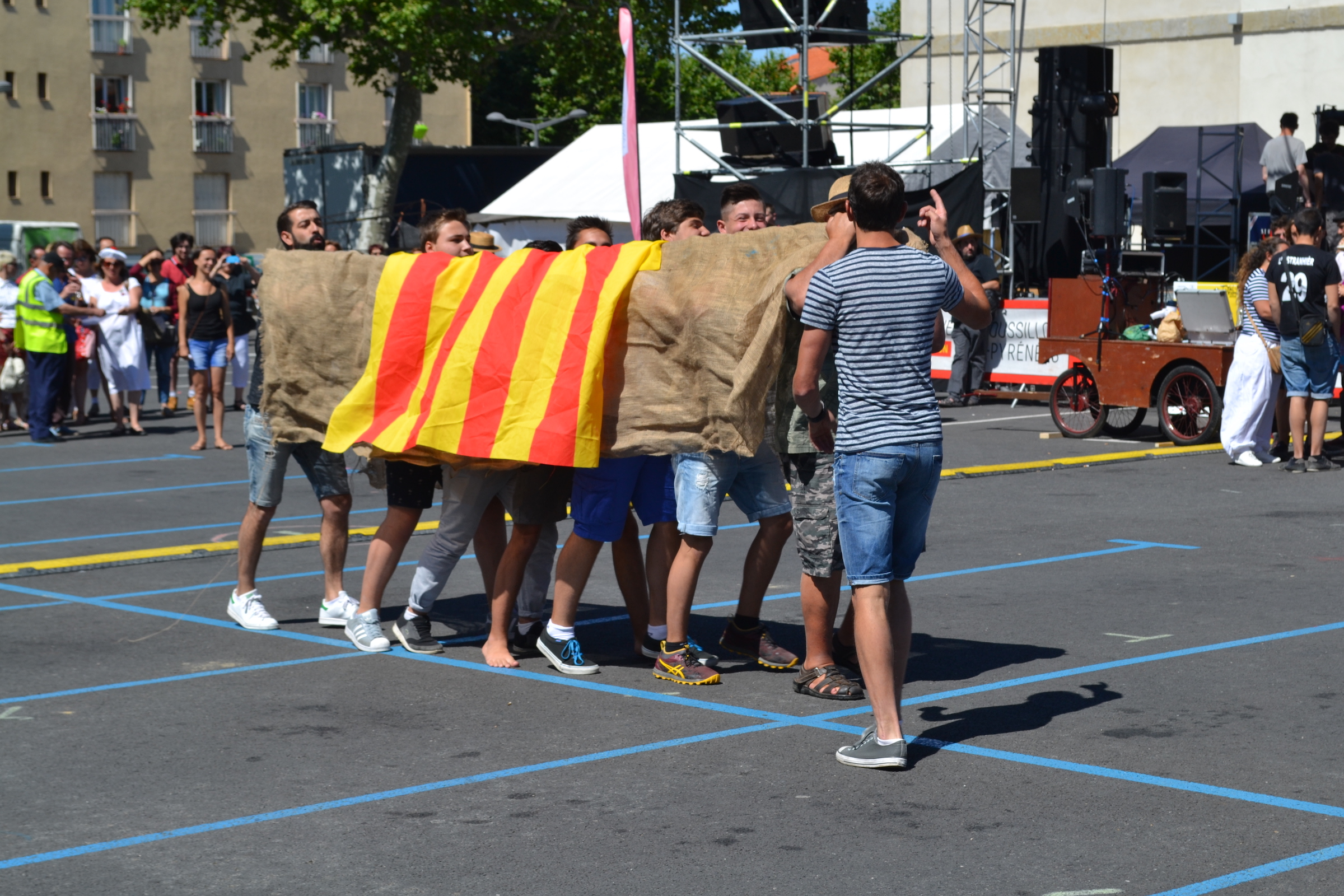
Espectacle al voltant dels animals totèmics al Fòrum Euroregional "Patrimoni i creació" a Castelnau d'Ari el 2016

- 2016 : l'Euroregió Pirineus Mediterrània va organitzar un fòrum euroregional al Castellnou d'Arri amb associacions, germandats, artistes, federacions d'arreu d'Occitània, Catalunya, País Valencià i Balears.[18]
- 2018 : l'Euroregió Pirineus Mediterrània va organitzar un fòrum euroregional al Pont del Gard amb associacions, germandats, artistes, federacions d'arreu d'Occitània, Catalunya i Balears.[19] A Vinça, hi avia Correfocs, Castells i Totems.[20]
- 2019 : hi avia la festa dels gegants d'Elna[21] i la regeneració de la Flama del Canigó amb la Trobada del Canigó.[22]
- 2020 : l'edició es va celebrar virtualment en línia a causa de l'epidèmia de la Covid-19. Tanmateix, la Regió va mantenir el seu suport econòmic a les associacions amb la condició que els col·laboradors artístics fossin remunerats.[8]
- 2022 : hi havia el "festival bigourdan més petit del món"[23] a Hagedèth amb Djé Balèti i Papà Gahús. A Lisac, la cantant Alidé Sans va jugar sola seguida del duo Mbraïa i finalment pel grup tradicional gascóTrencadit.[24]

## Estadístiques per edició
| Any  | Edició | Dates                          | Projectes | Municipis | Suport regional      | Gran Final          |
| ---- | ------ | ------------------------------ | --------- | --------- | -------------------- | ------------------- |
| 2023 | 18     |                                |           |           |                      |                     |
| 2022 | 17     | Del 14 de maig al 15 de juliol | 90        |           | 330 000 €            |                     |
| 2021 | 16     | Del 28 de maig al 4 de juliol  | més de 70 |           |                      | Sant Cristòu (Erau) |
| 2020 | 15     | De l'1 de juny al 5 de juliol  | més de 70 |           | 377 505 €            | Ajornat al 2021     |
| 2019 | 14     | Del 18 de maig al 7 de juliol  | 71        | 120       | 340 000 €- 380 000 € | Vièlhmur            |
| 2018 | 13     | Del 18 de maig al 8 de juliol  | 78        | 120-130   | 340 000 €            | Vinçà               |
| 2017 | 12     | Del 14 de maig al 9 de juliol  | 91        | 130       | 340 000 €            | Castellnou d'Arri   |
| 2016 | 11     | Del 21 de maig al 3 de juliol  |           | 100       |                      |                     |
| 2015 | 10     | Del 10 de maig al 4 de juliol  | 56        | 44        |                      |                     |
| 2014 | 9      | Del 24 de maig al 5 de juliol  |           | 68        |                      | -                   |
| 2013 | 8      | Del 31 de maig al 30 de juny   | 43        |           |                      | -                   |
| 2012 | 7      | De l'1 al 30 de juny           | 42        | 63        | 244 000 €            | -                   |
| 2011 | 6      | Del 3 al 25 de juny            | 40        | 63        |                      | -                   |
| 2010 | 5      | Del 4 al 24 de juny            |           |           |                      | -                   |
| 2009 | 4      | Del 6 al 27 de juny            | 39        | 63        |                      | -                   |
| 2008 | 3      | Del 14 al 24 de juny           | 25        | 36        |                      | -                   |
| 2007 | 2      | Del 22 al 24 de juny           | 18        | 18        |                      | -                   |
| 2006 | 1      | 21 d'octubre de 2006           | 1         | 1         |                      | -                   |